# Nikola Đurišić
Nikola Đurišić (Gante, Bélgica, 23 de febrero de 2004) es un baloncestista serbio que pertenece a la plantilla de los Atlanta Hawks de la NBA. Con 2,04 metros de estatura, juega en la posición de alero.

## Trayectoria deportiva

### Inicios
Es un jugador nacido en Gante, Bélgica, cuando su padre jugaba al fútbol profesionalmente. Su padre es Duško Đurišić, un exfutbolista profesional montenegrino, y su madre es Vesna Čitaković, una ex jugadora de voleibol profesional serbia que ayudó a la selección de Serbia a ganar una medalla de plata en el Campeonato de Europa de 2007 y una de bronce en el Campeonato Mundial de 2006. Pasó su primera infancia en Bélgica, Italia, Turquía y Alemania con su madre mientras jugaba voleibol, antes de mudarse a Belgrado, Serbia cuando tenía 8 años. 
Se formó en las categorías inferiores del KK Banjica antes de unirse al sistema juvenil Mega Basket en 2017. En el Torneo Next Generation de la Euroliga 2020-21, promedió 16,9 puntos, 7,6 rebotes, 5,6 asistencias y 1,9 robos por partido, siendo campeón del Torneo.
En mayo de 2022, fue nombrado MVP de las Finales de la NGT de la Euroliga, después de que su equipo ganara el Torneo Next Generation de la Euroliga 2021-22.
En septiembre de 2020, Mega Basket cedió a Đurišić al OKK Beograd para la Liga de Baloncesto de Serbia. En 29 partidos de la temporada regular, promedió 16,3 puntos, 3,2 rebotes y tres asistencias por partido.

### Profesional
El 11 de abril de 2021, hizo su debut senior en la Liga ABA para Mega Basket en una derrota por 84–76 ante FMP con solo 17 segundos de tiempo de juego. El 23 de febrero de 2022, Đurišić firmó su primer contrato profesional con Mega Basket.
El 27 de junio de 2024 es elegido en el puesto número 43 del Draft de la NBA de 2024 por Miami Heat, traspasado automáticamente a Atlanta Hawks. El 26 de octubre firma con los College Park Skyhawks de la NBA G League.
El 11 de julio de 2025 firma por tres temporadas y $5,95 millones con Atlanta Hawks.

### Selección nacional
Con la selección nacional de Serbia Sub-16 participó en el Campeonato Europeo de Baloncesto Masculino Sub-16 de 2019 en Udine, Italia. En siete partidos de torneo, promedió 4,7 puntos, tres rebotes y 1,6 asistencias por partido.
En 2021, disputó con la selección nacional Sub-19 de Serbia el Campeonato Mundial de Baloncesto Sub-19 de 2021 en Letonia. Durante tres partidos de torneo, promedió 7,7 puntos, 1,3 rebotes y 3,3 asistencias por partido.
El 25 de febrero de 2022, hizo su debut con la selección de baloncesto de Serbia en los clasificatorios para la Copa Mundial de Baloncesto de 2023, solo dos días después de cumplir 18 años, en una victoria por 75–63 sobre Eslovaquia, registró 7 puntos, 4 rebotes, una asistencia y 3 robos en 20 minutos de tiempo de partido.